# لیگ دسته سوم فوتبال ایران ۹۱-۱۳۹۰
لیگ دسته سوم فوتبال ایران ۹۱–۱۳۹۰، چهارمین سطح لیگ‌های فوتبال در ایران در فصل ۹۱–۱۳۹۰ پس از لیگ برتر، لیگ آزادگان و لیگ ۲ بود. این لیگ از مهر ۱۳۹۰ آغاز شد.
در مجموع ۶۹ تیم در رقابت‌های این فصل به رقابت پرداختند.